# Diaspora giapponese

Mappa della Diaspora giapponese.

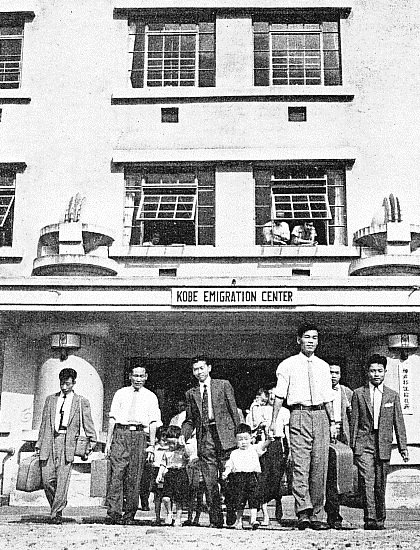
Giapponesi presso un centro per l'emigrazione di Kōbe, 1956

La diaspora giapponese è la migrazione volontaria o forzata del popolo giapponese verso l'estero, verificatasi in diversi periodi della storia. La prima emigrazione dal Giappone si verificò già durante il XII secolo verso le Filippine, ma non divenne un fenomeno di massa almeno fino al periodo Meiji, quando i giapponesi iniziarono a spostarsi verso il Nord e il Sud America in cerca di nuove opportunità di lavoro. Si verificò anche una significativa migrazione verso i territori d'oltremare dell'Impero durante il periodo coloniale; tuttavia, la maggior parte degli emigrati fece ritorno in patria dopo la fine della guerra del Pacifico, a seguito della resa del Giappone.
Al mondo vi sono approssimativamente 3,8 milioni di nikkei, termine con cui vengono identificati gli emigrati giapponesi in terre straniere e i loro discendenti. Gran parte di essi risiede in Brasile, più precisamente negli stati di San Paolo e Paraná, mentre negli Stati Uniti essi sono maggiormente concentrati nelle Hawaii, in California e nello stato di Washington. Un piccolo gruppo di cittadini di origine nipponica vive anche in Canada, in Europa e in Oceania. A queste comunità di più remoto insediamento si aggiungono circa un milione di cittadini giapponesi residenti all'estero, in numerosi paesi.

## Terminologia
Nikkei o nikkei-jin (日系? o 日系人?) è il termine usato per riferirsi agli emigrati giapponesi in terre straniere e ai loro discendenti che, emigrando dal Giappone, hanno creato all'interno delle società che li hanno accolti delle comunità caratterizzate da uno stile di vita e degli usi e costumi unici. Il termine può stare a indicare anche coloro che sono in parte di origine giapponese e che condividono le usanze dei giapponesi nativi, o agli emigrati e ai loro discendenti che tornano in Giappone, i quali spesso vivono in comunità separate e non si identificano nel resto della popolazione giapponese.
Poiché i giapponesi vedono nella propria omogeneità culturale e razziale un valore importante, i primi emigrati e la loro discendenza godono di diversa considerazione da parte dell'opinione pubblica. La comunità nikkei è storicamente divisa in generazioni (世?, sei), con una marcata differenza tra issei (ovvero coloro nati in Giappone e poi emigrati), nisei (i discendenti di seconda generazione nati all'estero), sansei (terza generazione), yonsei (quarta) e gosei (quinta); le prime tre generazioni riflettono quindi atteggiamenti nettamente differenti in fatto di autorità, genere, legame alla terra di origine, credo religioso e altri aspetti sociali rispetto alle generazione successive.

## In Asia
A causa della politica autarchica instaurata dallo shogunato Tokugawa nel XVII secolo, secondo la quale a nessuno straniero era permesso sbarcare in Giappone e a nessun cittadino giapponese era permesso abbandonare il paese, il Giappone rimase relativamente isolato fino a metà del XIX secolo. Le uniche eccezioni erano rappresentate dai cinesi e dagli olandesi, con cui vennero mantenuti minimi rapporti commerciali. In precedenza i giapponesi si erano spinti, sempre per motivi legati al commercio, non oltre le vicine coste del Sud-est asiatico e della Cina, dando vita in alcuni casi a delle comunità autonome.

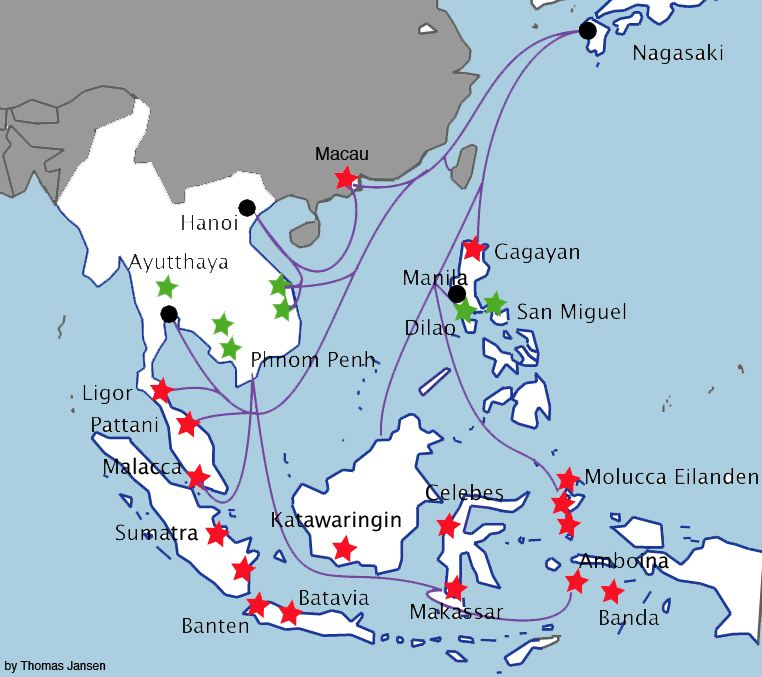
Mappa delle rotte commerciali giapponesi (in viola), delle enclavi (in rosso) e delle Japantown (in verde) nel Sud-est asiatico durante i secoli XVI e XVII

### Primi spostamenti: le colonie portoghesi e il Sud-est asiatico
I portoghesi furono una delle prime popolazioni con cui i giapponesi vennero a contatto, e durante il XVI secolo il commercio di schiavi tra i due paesi era pratica consolidata. I portoghesi acquistavano regolarmente schiavi dal Giappone, i quali venivano poi rivenduti alle colonie portoghesi in Asia (su tutte Macao), oltre al Portogallo stesso. Poiché la maggior parte delle schiave finivano per diventare prostitute o concubine, nel 1571 Sebastiano I, temendo che tale situazione finisse per aver un effetto negativo sul proselitismo cattolico in Giappone, ne proibì la pratica. Si dovette tuttavia attendere fino al 1595 affinché venisse approvata una legge che la vietasse in modo ufficiale.

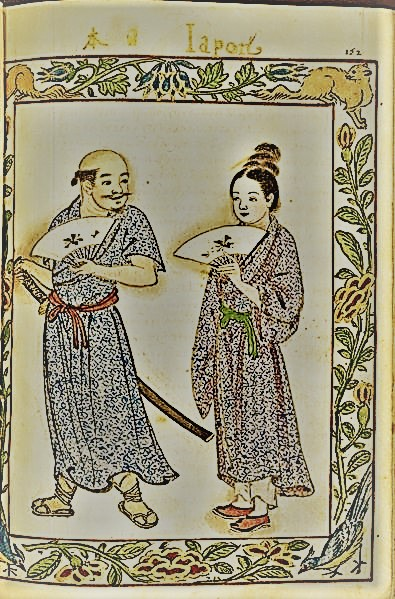
Giapponesi nelle Filippine in una rappresentazione del XVI secolo

Le prime migrazioni volontarie verso il resto dell'Asia risalgono invece al XII secolo, quando un gruppo di marinai giapponesi si insediò nelle Filippine. In Thailandia le autorità siamesi concessero ai giapponesi un appezzamento di terra nella periferia meridionale del reame di Ayutthaya, il quale arrivò ad ospitare nel XVI secolo tra i 1000 e i 1500 emigrati. Un secolo più tardi diversi giapponesi lavorarono nelle Indie orientali olandesi (l'odierna Indonesia) come mercenari a servizio della Compagnia delle Indie. Un'ondata migratoria più imponente si verificò nel 1614, quando centinaia di giapponesi cattolici fuggirono dalla persecuzione religiosa imposta dal bakufu e si stabilirono nelle Filippine, dove era già presente una numerosa comunità di loro connazionali ormai assimilata alla popolazione locale.

### L'apertura del Giappone e il periodo coloniale
Posto fine al suo auto-isolamento, il Giappone adottò una nuova forma di governo in sostituzione del sistema Tokugawa, comportando radicali cambiamenti politici e sociali e l'apertura del paese al mondo esterno durante il periodo Meiji. Lo stesso bakufu iniziò a emettere documenti di viaggio e permessi per gli spostamenti all'estero a partire dal 1867.
Prima del 1885, comunque, pochi giapponesi emigravano dal Giappone, in parte perché il nuovo governo Meiji era riluttante a consentire l'emigrazione, in parte perché quest'ultimo non aveva il potere politico per proteggere adeguatamente i propri emigranti, e perché riteneva che la presenza all'estero di giapponesi occupati in lavori non qualificati avrebbe pregiudicato le chance di rivedere i trattati ineguali. Una notevole eccezione a questa tendenza fu rappresentata da un gruppo di 153 lavoratori a contratto che, senza passaporti né documenti ufficiali, emigrarono verso Hawaii e Guam nel 1868. Essi sono ricordati come gan'nen-mono (元年者? lett. "persone del primo anno"), perché lasciarono il Giappone nel primo anno del periodo Meiji. Nel 1885 il governo iniziò a sponsorizzare in modo ufficiale i programmi di emigrazione in modo da alleviare la pressione dovuta alla sovrappopolazione e agli effetti delle riforme finanziarie di Matsukata Masayoshi nelle zone rurali. Nei successivi dieci anni, il governo rimase strettamente coinvolto nella selezione e nella preparazione al viaggio degli emigranti. Le autorità giapponesi erano fermamente intenzionate a far sì che i propri connazionali risultassero ben educati durante il soggiorno all'estero, al fine di dimostrare all'Occidente che il Giappone fosse una società dignitosa, meritevole di rispetto. Entro la metà del 1890 le imprese in materia di immigrazione, non sponsorizzate dal governo, dominavano il processo di reclutamento degli emigranti, ma l'ideologia introdotta dal governo continuò a influenzare i piani di emigrazione per molti anni.
La necessità di materie prime, causata dalla rapida industrializzazione del paese, aveva portato il governo giapponese a focalizzare l'attenzione sui ricchi giacimenti minerari del Sud-est asiatico, in particolare sulle miniere di ferro della Malesia britannica (parte dell'odierna Malaysia). Per la fine del periodo Meiji la popolazione giapponese nella regione si aggirava sui 4.000 abitanti, anche se, all'inizio del XX secolo, gran parte di questa fosse costituita da prostitute, residenti principalmente a Singapore. Il boom della gomma portò inoltre molti giapponesi a lavorare nelle piantagioni di caucciù sparse nella penisola.
In Thailandia, la causa dell'immigrazione fu perorata sia dal governo giapponese sia da quello locale, allo scopo di attrarre contadini abili a sfruttare le vaste aree incolte del paese. Non si registrarono tuttavia migrazioni su larga scala, e nel 1896 a Bangkok il numero di giapponesi emigrati rimaneva compreso tra le 30 e le 50 unità. Successivamente il Giappone iniziò a inviare in Thailandia esperti nel campo del diritto, dell'istruzione e della sericoltura, in modo da contribuire alla sua modernizzazione; nel 1913 i giapponesi in Thailandia erano 219.

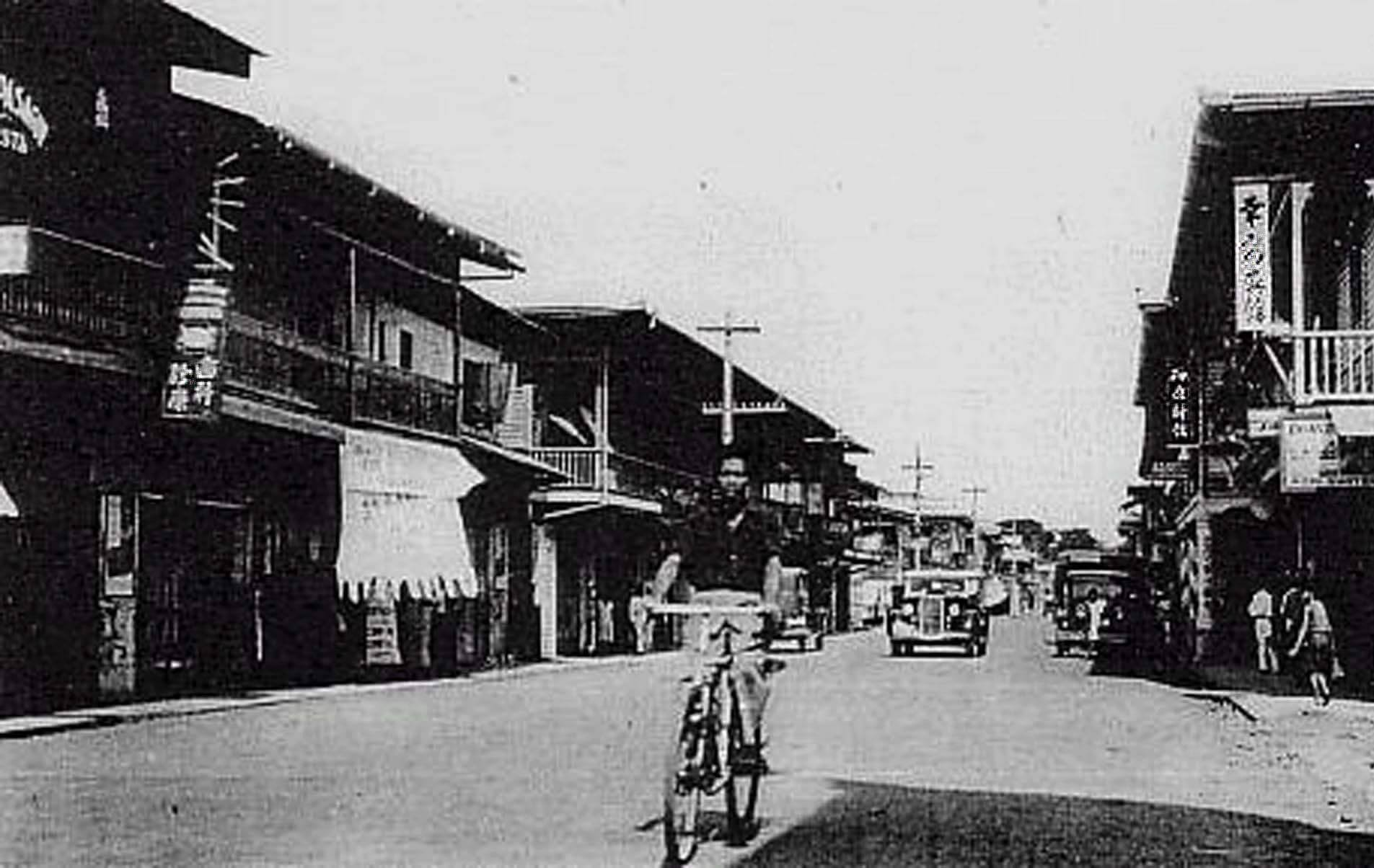
La Japantown di Davao negli anni trenta

Nel 1898 le Indie olandesi contavano tra la popolazione 614 giapponesi, i quali divennero più di 6.000 durante gli anni trenta del XX secolo. Dopo la fine del periodo occupazionista, circa 3.000 soldati dell'esercito imperiale giapponese scelsero di rimanere in Indonesia e combattere al fianco della gente del luogo contro i coloni olandesi nella guerra d'indipendenza indonesiana; circa un terzo di questi rimase ucciso, mentre un altro terzo si stabilì definitivamente in Indonesia dopo la fine dei combattimenti. A Davao, nelle Filippine, si trasferirono numerosi operai giapponesi che trovarono lavoro nei campi e nelle piantagioni di àbaca, dando vita a una fiorente comunità che nel XX secolo arrivò ad ospitare un santuario shintoista, una scuola e un consolato giapponese.

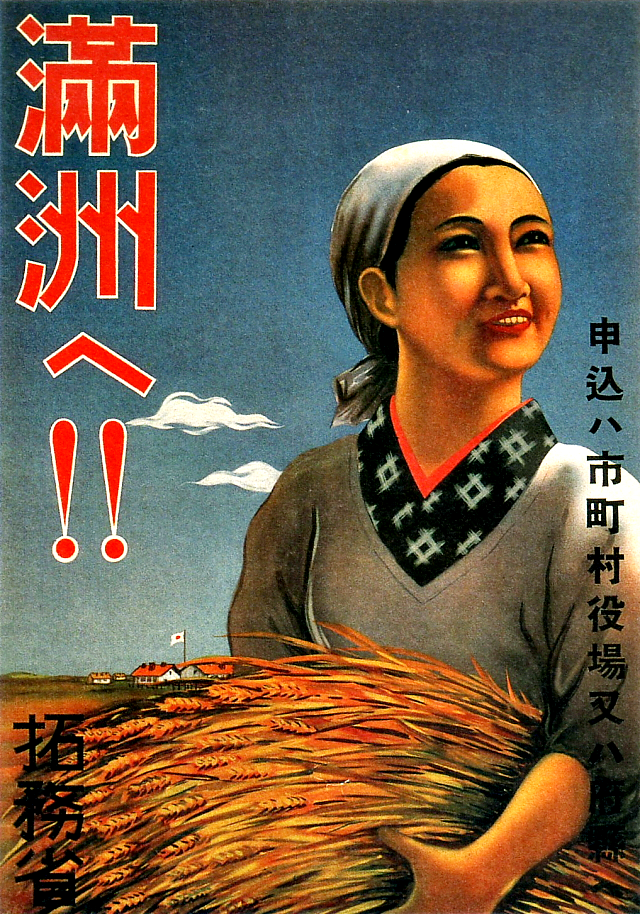
Poster distribuito dal governo giapponese per attrarre immigrati in Manchukuò

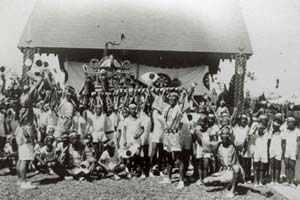
Immigrati giapponesi a Taiwan

Ci fu inoltre un significativo flusso migratorio verso i territori d'oltremare controllati dell'Impero del Giappone durante il periodo coloniale giapponese, nella fattispecie Corea, Taiwan, Manciukuò e Karafuto. Rispetto agli emigrati nelle Americhe, i giapponesi che sceglievano di trasferirsi nelle colonie asiatiche potevano aspettarsi di trovare un livello sociale più alto e un lavoro meglio retribuito al loro arrivo. Nel 1938 vi erano 309.000 giapponesi a Taiwan, e sul finire della seconda guerra mondiale oltre 850.000 giapponesi in Corea e più di 2 milioni in Cina, la maggior parte di loro agricoltori in Manciukuò, dove era previsto un piano per portare a 5 milioni i coloni giapponesi. Prima dell'offensiva sovietica dei primi di agosto del 1945, nel Karafuto (Sud di Sachalin) vivevano circa 400.000 persone, la maggior parte di origine giapponese o coreana. La perdita delle isole Curili, tuttavia, comportò l'espulsione di 17.000 giapponesi, la maggior parte dalle isole meridionali.

### Dopo la seconda guerra mondiale
Durante e dopo la seconda guerra mondiale la maggior parte dei giapponesi all'estero fu fatto rimpatriare in Giappone: oltre 6 milioni di cittadini giapponesi furono espulsi dalle colonie asiatiche e dalle città interessate dai combattimenti. Solo pochi rimasero all'estero, spesso involontariamente, come nel caso degli orfani in Cina o dei prigionieri di guerra catturati dall'Armata Rossa e condannati ai lavori forzati in Siberia. Durante gli anni cinquanta e sessanta, si stima che 6.000 giapponesi si trasferirono in compagnia dei coniugi Zainichi in Corea del Nord, mentre altri 27.000 prigionieri di guerra furono inviati lì dall'Unione Sovietica. Sempre negli anni sessanta il numero degli emigranti giapponesi e coreani in Corea del Nord calò bruscamente dopo che nel Paese del Sol Levante si sparse la voce delle cattive condizioni economiche, della discriminazione sociale e della repressione politica che entrambe le popolazioni erano costrette ad affrontare.
Come il Giappone iniziò a risollevarsi dalla situazione disastrosa del secondo dopoguerra e ad accrescere i propri investimenti all'estero, la quota di popolazione espatriata crebbe di conseguenza: a Hong Kong, tra il 1981 e 1999, il numero di residenti giapponesi triplicò salendo da 7.802 a 23.480. La restituzione di Hong Kong alla Cina nel 1997, tuttavia, spinse molte delle aziende giapponesi attive nel territorio a trasferire le loro operazioni nella Cina continentale, con un conseguente declino della popolazione giapponese residente. Durante gli anni duemila i cittadini giapponesi residenti in Cina aumentarono approssimativamente di tre volte passando da 46.000 a 127.000, in proporzione alla crescita del volume degli scambi tra i due paesi. Gli emigrati giapponesi in Cina sono concentrati soprattutto nell'area di Gubei a Shanghai.
Gli anni dieci del XXI secolo hanno visto crescere la comunità giapponese in India, per lo più costituita da ingegneri espatriati e dirigenti di aziende giapponesi quali Toyota, Honda, Fujitsu, Komatsu e Hitachi. Filippine, Thailandia, Singapore e Malaysia, come in passato, continuano a ospitare alcune delle più importanti comunità giapponesi in Asia, mentre una comunità più piccola risiede in Pakistan.

## In America

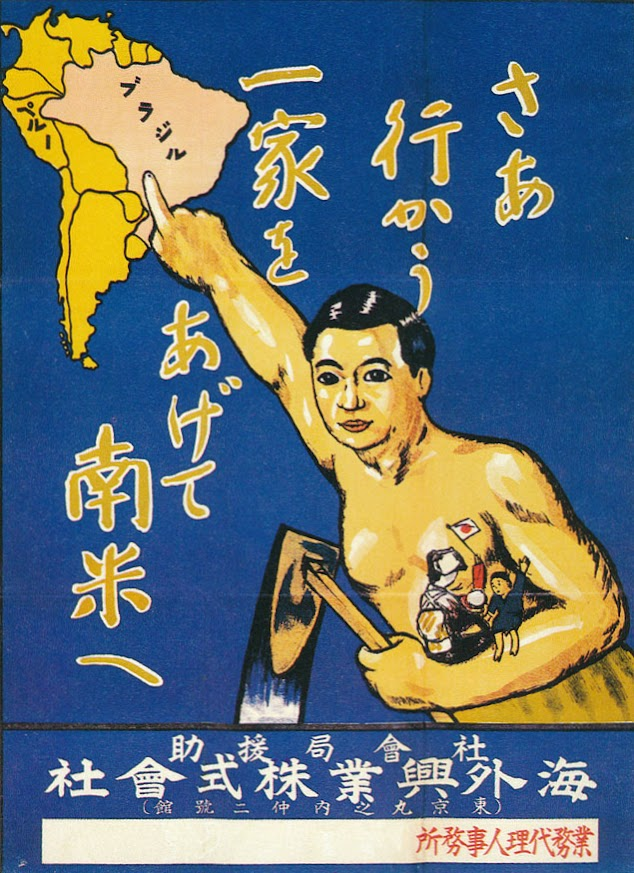
Poster di propaganda giapponese in favore dell'emigrazione in Sud America

Le migrazioni verso gli Stati Uniti e il Canada iniziarono in numero significativo in seguito ai cambiamenti politici, culturali e sociali susseguenti la restaurazione Meiji del 1868. Le restrizioni sui viaggi all'estero furono attenuate una volta che il Giappone stabilì relazioni diplomatiche con le nazioni occidentali. Già dal 1866 il governo giapponese permetteva agli studenti giapponesi di recarsi negli Stati Uniti per motivo di studio. Dal 1884 anche i rappresentanti della classe operaia iniziarono a emigrare all'estero, in particolare verso il Sud America, spinti dalla prospettiva di un lavoro sicuro ed esortati dal governo che vedeva nell'emigrazione l'unica soluzione possibile al problema della repentina sovrappopolazione del paese.
Le prime migrazioni verso il Sud America iniziarono alla fine dell'Ottocento in Messico (1897) e in Perù (1899), proseguendo per tutto il resto della prima metà del XX secolo in Cile (1903), Argentina (1908), Brasile (1908), Colombia (1929) e Paraguay (1936). Prima della seconda guerra mondiale in 780 000 abbandonarono l'arcipelago, seguiti subito dopo da altri 260 000. Nella seconda metà del XX secolo non si verificarono nuovi importanti flussi migratori, ma il fenomeno si arrestò del tutto soltanto nel 1993.

### Canada e Stati Uniti

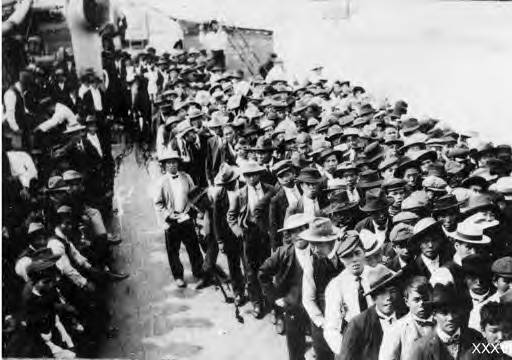
Emigrati giapponesi sbarcano a Vancouver, 1907

La prima ondata di immigrati dal Giappone giunse in Canada sul finire del XIX secolo, composta in maggioranza da pescatori delle prefetture di Wakayama e Shiga. Stabilitisi per lo più nelle cittadine portuali dell'isola di Vancouver e in altre zone costiere della Columbia Britannica, contribuirono allo sviluppo dell'industria conserviera ittica, lavorando inoltre nel settore della pesca e nell'industria del legname. Attirati dalla grande richiesta di manodopera a basso costo, negli anni successivi altri giapponesi seguirono le orme dei loro predecessori, cosicché nel primo decennio del XX secolo la comunità giapponese in Canada contava più di 18.000 residenti.
Inizialmente gli immigrati giapponesi e i loro discendenti dovettero convivere con l'intolleranza dei locali, che mal sopportavano il modo in cui i giapponesi si fossero insediati diffusamente nel settore della pesca, dell'agricoltura e dell'industria, superando in efficienza i canadesi e minacciando in questo modo la loro egemonia sul mercato. La situazione migliorò leggermente durante gli anni della prima guerra mondiale, quando i nipponici incominciarono a esser visti non più come un corpo estraneo grazie all'alleanza con l'Impero britannico. Dopo la guerra, tuttavia, gli immigrati giapponesi videro nuovamente montare l'indignazione pubblica nei loro confronti, in quanto rei di aver rubato il posto di lavoro ai soldati canadesi partiti per il fronte, venendo percepiti, più che mai, come una minaccia per i lavoratori bianchi. Negli anni trenta, il governo canadese decise di revocare e non concedere più licenze di pesca agli immigrati giapponesi, che così dovettero ripiegare su altri settori, andando a concorrere ancor di più con i canadesi e alimentando ulteriormente le tensioni.

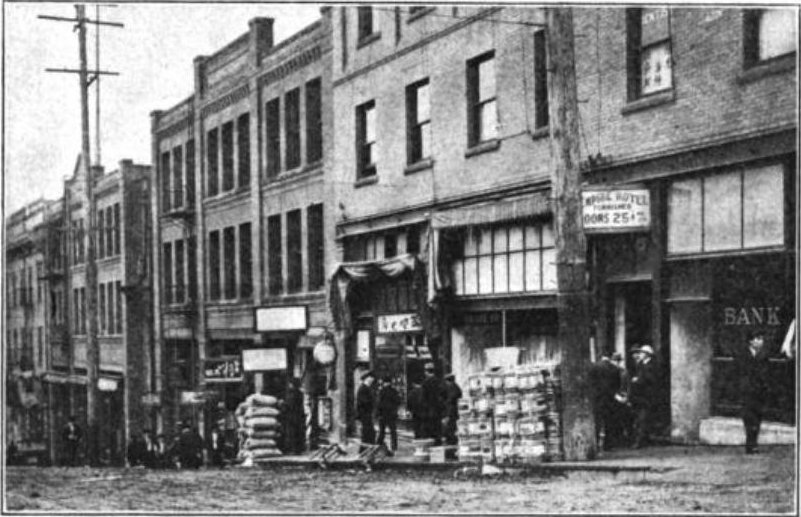
Quartiere giapponese di Seattle, 1909

Negli Stati Uniti il passaggio della legge sull'esclusione dei cinesi del 1882 fece crescere la richiesta di manodopera giapponese, in modo da colmare il vuoto lasciato dagli immigrati dalla Cina. Le Hawaii, in particolare, divennero una delle principali destinazioni per gli immigrati provenienti dal Giappone, e furono profondamente trasformate dalla presenza giapponese. Tuttavia, come i giapponesi incominciarono a insediarsi anche in altre zone del paese, il risentimento per il loro successo nel settore agricolo in combinazione con la retorica del "pericolo giallo" in voga in quegli anni portò alla nascita di un sentimento antigiapponese simile a quello che dovettero affrontare i cinesi. Nel 1907 un accordo informale tra il governo giapponese e quello statunitense pose fine all'immigrazione giapponese negli Stati Uniti, permettendo comunque l'arrivo di figli e mogli dal Giappone (perlopiù "spose in fotografia"), almeno fino all'approvazione della legge sull'immigrazione del 1924, quando le restrizioni in materia di immigrazione furono ulteriormente inasprite.

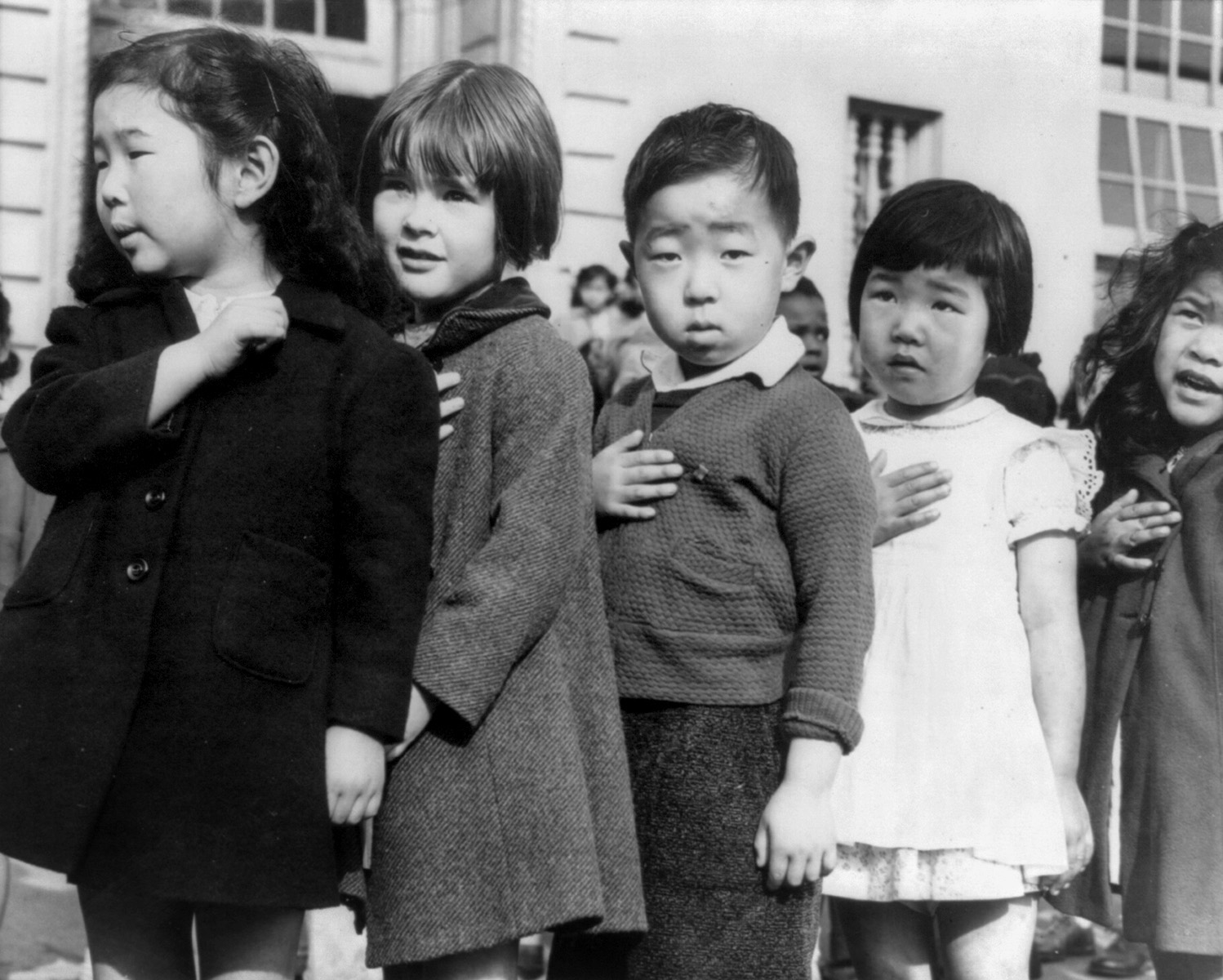
Giovani nippo-americani giurano fedeltà alla bandiera statunitense prima dell'internamento, aprile 1942

Durante la seconda guerra mondiale, come conseguenza dell'attacco di Pearl Harbor e dell'entrata in guerra del Giappone, tutte le persone di origine giapponese furono internate in campi di prigionia e costrette a svendere i loro possedimenti. Dopo il conflitto i nippo-americani dovettero faticare non poco per ricostruire ciò che restava della loro comunità, mentre molti nippo-canadesi furono obbligati a trasferirsi in altre regioni del Canada o a fare ritorno in Giappone.
In età contemporanea la comunità nippo-americana è composta da oltre un milione di individui, e molti immigrati di seconda generazione hanno conquistato posizioni di spicco nei più svariati settori, dalla politica alle arti. Allo stesso modo, i nippo-canadesi si sono stabiliti principalmente nelle regioni della Columbia Britannica, in Alberta e in Ontario e hanno contribuito a tutti gli aspetti della società canadese.

### Messico

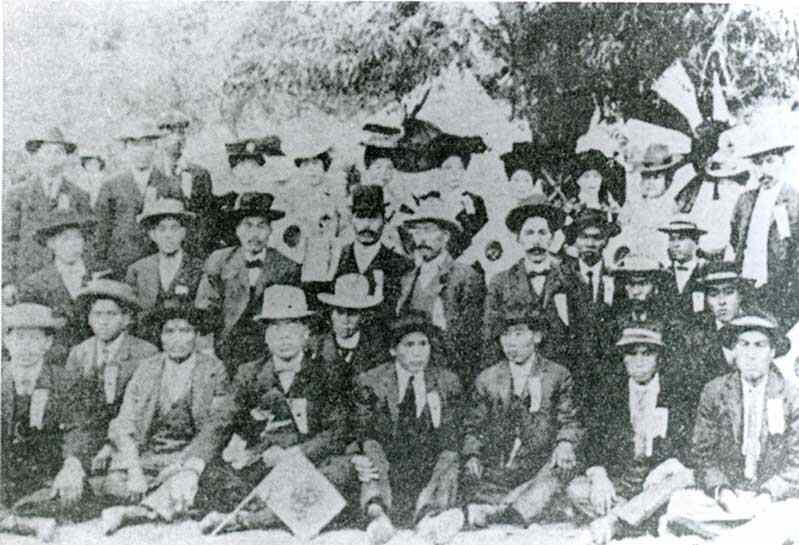
Immigrati giapponesi impiegati come lavoratori alle miniere di Sonora, anni 1910

Le restrizioni imposte dal governo statunitense spinsero un numero sempre maggiore di giapponesi a scegliere come meta l'America Latina. Il primo paese a essere interessato da un'importante ondata migratoria fu il Messico, con i primi trentacinque giapponesi giunti nel Chiapas nel 1897 sotto gli auspici del visconte Enomoto Takeaki e dopo il benestare del presidente messicano Porfirio Díaz. L'interesse delle autorità giapponesi era rivolto soprattutto al commercio di caffè e per questo i primi coloni erano impiegati principalmente nelle piantagioni. Le difficili condizioni economiche costrinsero tuttavia molti migranti a fare a meno dell'assistenza del governo e ripiegare su altre professioni. La colonia originaria finì per disperdersi anche se rimase una piccola comunità giapponese ad Acacoyagua.
La maggior parte dei giapponesi che emigrò in Messico nella prima metà del XX secolo trovò lavoro nelle miniere, nei campi di canna da zucchero e successivamente nel settore edile, man mano che crebbe la domanda di lavoratori specializzati. A differenza di ciò che avvenne negli Stati Uniti e in altri paesi dell'America Latina, gli immigrati giapponesi in Messico non furono oggetto di discriminazioni: la loro presenza venne infatti vista come parte dello sviluppo del paese piuttosto che come una minaccia, grazie anche al contributo in campi come la medicina e l'ingegneria. Nel 1940 si contavano 1.550 nazionali giapponesi residenti nel paese, sebbene altre stime parlino di 6.000 individui. Le principali comunità si trovavano nelle città di Ensenada, Rosarito e Mexicali.
L'immigrazione giapponese in Messico calò drasticamente durante la seconda guerra mondiale, e coloro che già risiedevano nel paese dovettero subire l'onta della ricollocazione forzata dopo che il Messico interruppe ogni relazione diplomatica con il Giappone. Molti dovettero abbandonare la zona costiera della Bassa California per rifugiarsi nelle città interne di Puebla de Zaragoza, Guadalajara, Cuernavaca e Città del Messico, mentre altri furono internati nei campi del Guanajuato e del Querétaro. Dopo la guerra la maggior parte di essi poté fare ritorno e riprendere possesso delle loro proprietà, anche se alcuni decisero di rifarsi una vita nelle nuove città.
Il flusso migratorio tra i due paesi riprese dopo la fine del conflitto. Dal 1951 fino al 1978 l'immigrazione fu agevolata dal periodo di forte crescita economica che interessò il Giappone in quegli anni, che portò il paese nipponico a investire pesantemente all'estero. Sebbene le prime migrazioni verso il Messico iniziarono già sul finire del XIX secolo, esse non raggiunsero mai i numeri dell'immigrazione in Brasile o negli Stati Uniti. Nel 2005 si contavano circa 35.000 individui di origine giapponese in Messico.

### Brasile e Perù

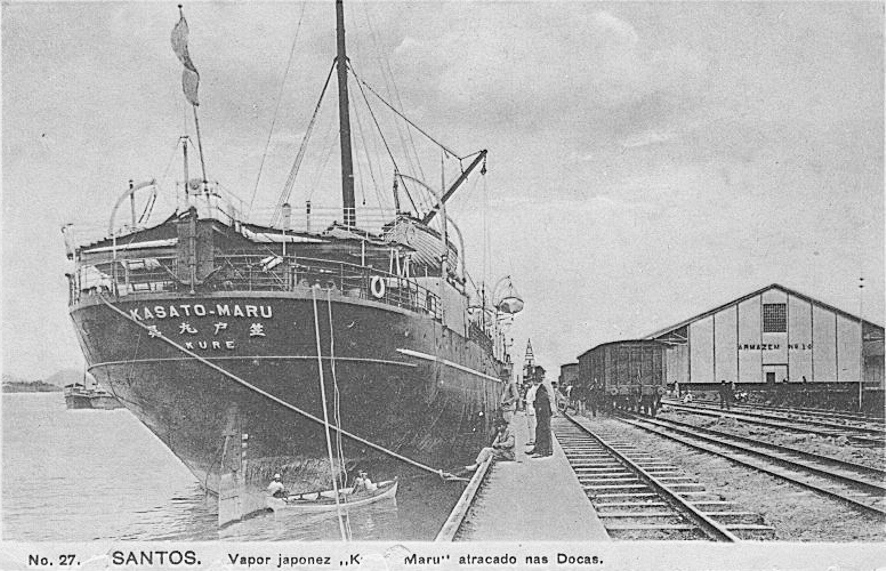
La Kasato Maru, che portò i primi immigrati giapponesi in Brasile nel 1908

Nel 1907 il governo giapponese e quello brasiliano firmarono un accordo che permise ai giapponesi di emigrare in Brasile per lavorare nelle numerose piantagioni di caffè del paese, ma fu solo dopo il 1924 che il governo giapponese intervenne in modo attivo, attuando una strategia nazionale di controllo e gestione delle migrazioni dei suoi cittadini.

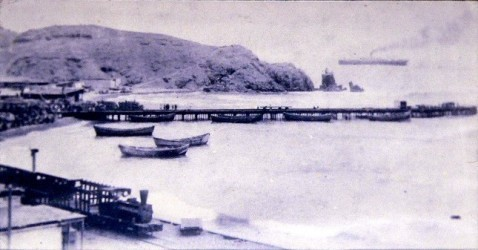
L'arrivo della Sakura Maru nel porto di Cerro Azul, che portò i primi immigrati giapponesi in Perù nel 1899

Nonostante le aspettative del governo, che vedeva nella comunità nippo-brasiliana e nella sua discendenza una possibile chiave di volta nei rapporti tra i due paesi, la prima generazione di nikkei mantenne a lungo un atteggiamento di chiusura verso il paese adottivo, non riuscendo a integrarsi a pieno con la popolazione locale. I primi migranti erano partiti dal Giappone con l'idea di trattenersi in Brasile solo il tempo strettamente necessario e, una volta arricchitisi, ritornare in patria. Anche in Perù, dove si era stabilita una piccola comunità già a partire dal 1899, gli immigrati giapponesi dovettero affrontare una situazione simile a quella brasiliana, venendo percepiti dai locali come un gruppo etnico chiuso e per questo inadatto all'assimilazione nella società peruviana.
Maggiori differenze tra le due comunità emersero all'inizio della seconda guerra mondiale. In Perù i nikkei continuavano a sentirsi un corpo estraneo, con un senso di inadeguatezza paradossalmente amplificato dell'elezione come presidente nel 1990 di un immigrato giapponese di seconda generazione, Alberto Fujimori. Molti nippo-peruviani scelsero persino di non votare per lui, temendo gravi ripercussioni in caso di fallimento della sua politica. La comunità nippo-peruviana negli anni ebbe un impatto culturale significativo sul paese, soprattutto in ambito politico, commerciale e culinario, raggiungendo anche una migliore condizione economica e sociale, senza però mai sentirsi veramente parte dalla società ospitante.
In Brasile gli immigrati giapponesi seppero invece integrarsi sempre più all'interno del paese, anche grazie a una sorta di assimilazione obbligata imposta dalla dittatura di Getúlio Vargas (1930-1945), che portò alla chiusura di scuole e giornali giapponesi e costrinse quindi i nikkei a una rapida integrazione.
Secondo il Ministero degli esteri giapponese, nel 2017 in Brasile vivevano 2 milioni di nippo-brasiliani, in gran parte residenti nel quartiere Liberdade di San Paolo e nello stato di Paranà.

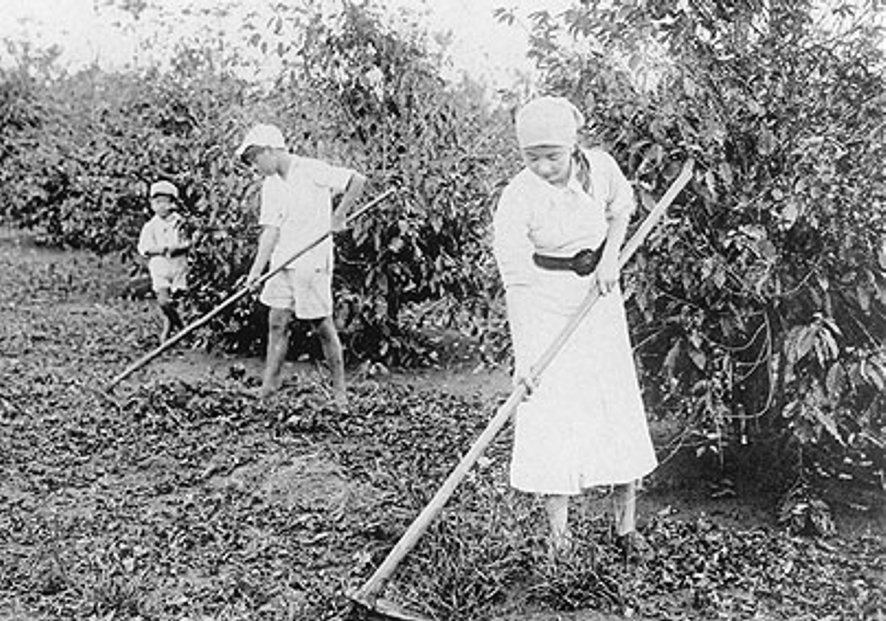
Immigrati giapponesi lavorano nelle piantagioni di caffè brasiliane, 1930 circa

### Comunità minori dell'America Latina
L'emigrazione giapponese verso i paesi latino-americani oltre a Messico, Brasile e Perù nella prima metà del XX secolo fu principalmente il risultato di una trasmigrazione da queste nazioni maggiori, e solo in minima parte conseguenza di una diretta migrazione dal Giappone.
La mancanza di lavoro frenò sensibilmente l'immigrazione giapponese in Cile, e nonostante gli sforzi del governo giapponese, solo 194 immigrati giunsero nel paese tra il 1908 e il 1925. I primi 126 immigrati erano arrivati nel 1903 per lavorare come minatori, ma la forte reticenza locale all'immigrazione straniera costrinse molti giapponesi a cercare fortuna nei paesi vicini. Nel 1940 in Cile risiedevano 948 persone di origine giapponese; molte di queste divennero proprietare di piccoli negozi, caffetterie o lavanderie, altre trovarono lavoro come barbieri, floricoltori o carpentieri. Il livello di vita degli emigrati giapponesi in Cile risultava essere il più basso tra i paesi dell'America Latina, e gran parte della comunità nippo-cilena risiedeva nei quartieri poveri di Valparaíso, San Antonio e Santiago.

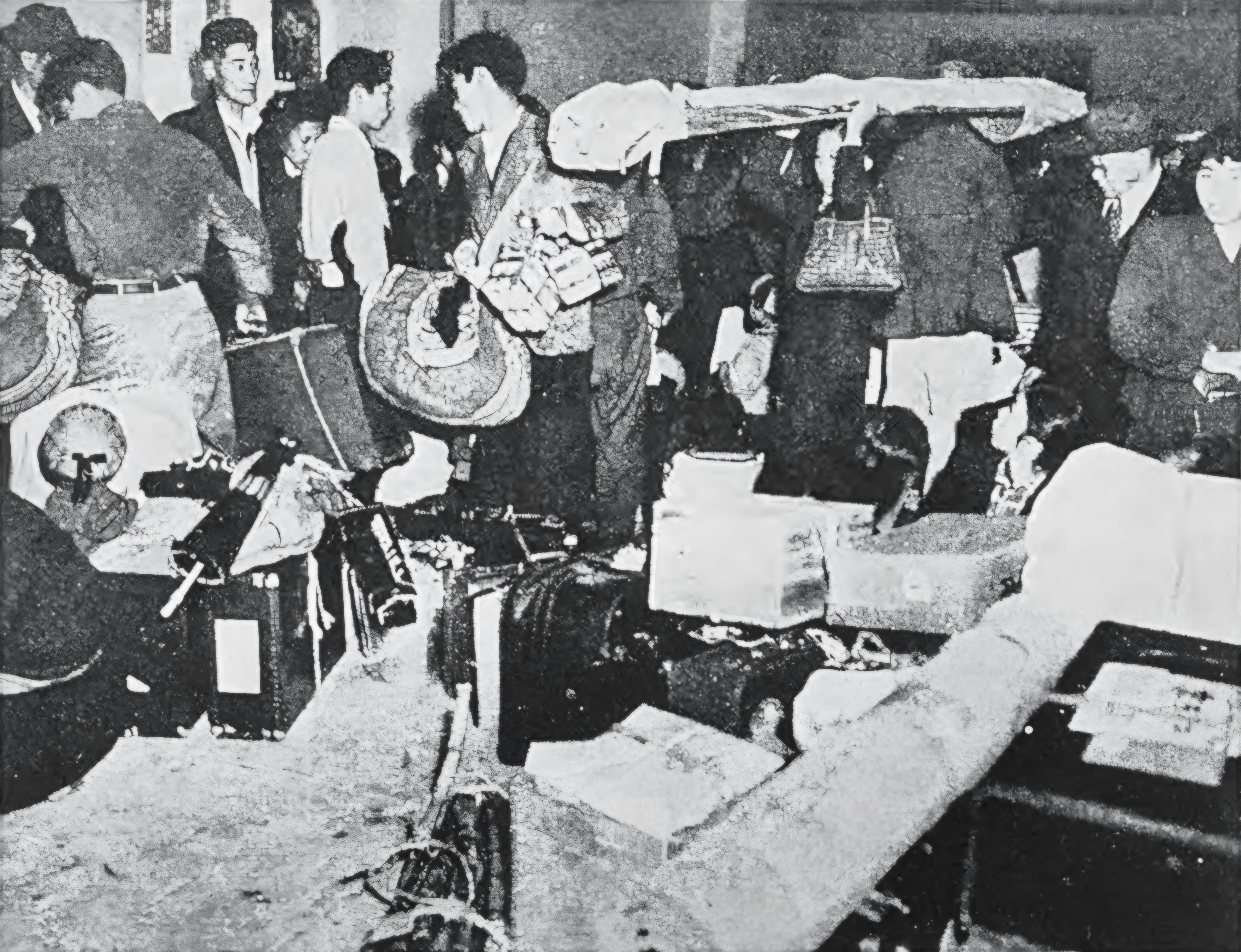
Immigrati okinawani in Bolivia, 1956

In Bolivia, come in Cile, l'immigrazione fu frenata dalla scarsità di lavoro a basso costo, la cui richiesta era già ampiamente soddisfatta dalla presenza degli immigrati indiani e dalla comunità mestizo. Sebbene alcune piccole migrazioni si fossero verificate già a partire dal 1908, il numero di immigrati giapponesi non raggiunse cifre ragguardevoli almeno fino alla seconda guerra mondiale. Il clima di forte instabilità politica venutosi a creare in seguito alla guerra del Chaco (1932-1935) contribuì anch'esso a scoraggiare sensibilmente la presenza giapponese in Bolivia, giacché l'immigrazione straniera non era considerata una priorità dal governo locale. Alla fine degli anni trenta la comunità nippo-boliviana contava circa 600 persone, distribuite perlopiù nelle città di Santa Cruz, La Paz, Oruro, Potosí e Riberalta, dove dal 1906 risiedeva una piccola comunità di okinawani.

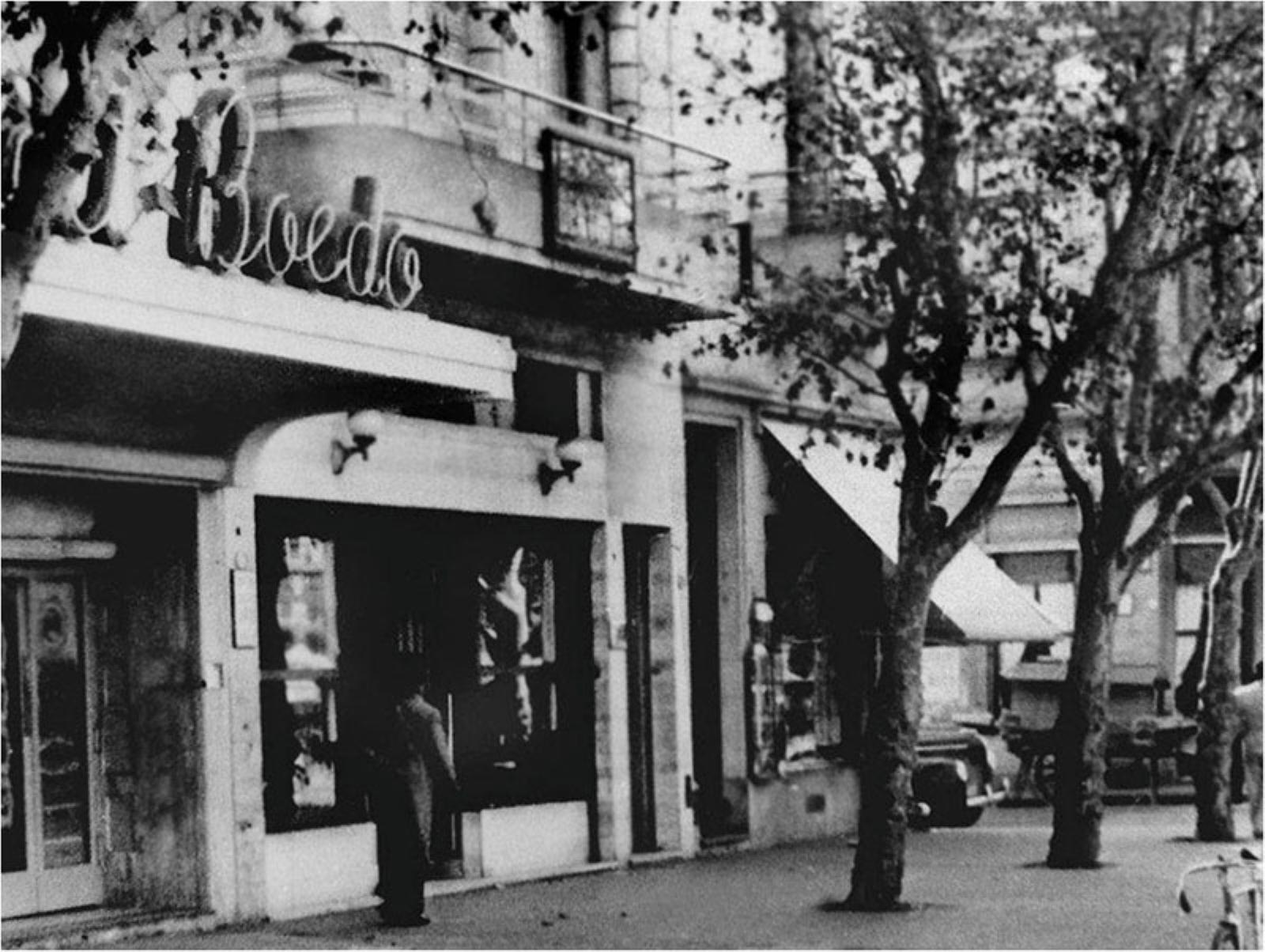
Una caffetteria giapponese di Boedo (Buenos Aires), 1940 circa

In Argentina la prima importante ondata migratoria si verificò all'indomani della chiusura delle frontiere in Nord America. Nel 1908 160 giapponesi si stabilirono nella provincia di Jujuy, dove nel 1914 lavoravano più di 200 immigrati nella piantagioni di canna da zucchero. Durante i primi anni della prima guerra mondiale gran parte dei giapponesi arrivò in Argentina dal Brasile o dal Perù, spesso illegalmente. Molti nippo-argentini si stabilirono nelle città di Buenos Aires, Rosario e Córdoba, trovando lavoro nel settore agricolo e manifatturiero, così come nella piccola imprenditoria come proprietari di bar o caffetterie.
A differenza di altri paesi latino-americani, l'Argentina non impose sostanziali restrizioni sull'immigrazione straniera, e negli anni trenta il numero di immigrati giapponesi si aggirava tra i 5.000 e i 7.000. Nel secondo dopoguerra molti immigrati giapponesi decisero di rimanere in Argentina, con un'importante seconda ondata migratoria che si verificò negli anni cinquanta. Nel 2016 la comunità nippo-argentina era composta da circa 65.000 individui, e costituiva la terza comunità più grande dell'America Latina dopo Brasile e Perù.

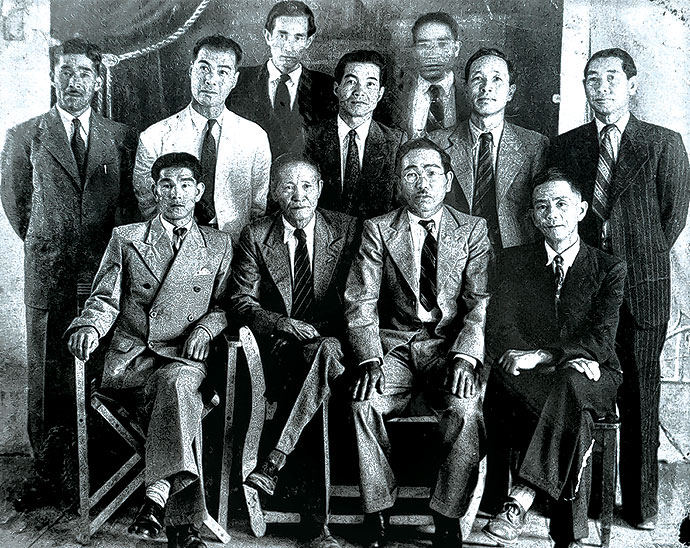
Un gruppo di immigrati giapponesi a Palmira, in Colombia

Sebbene non ai livelli dei loro connazionali in Cile, anche i primi immigrati giunti in Colombia dovettero affrontare grandi difficoltà. Se in Brasile le piantagioni di caffè avevano avuto un ruolo determinante nell'affermazione dei giapponesi nel paese, in Colombia la decisione dei grandi proprietari terrieri di non puntare sulla manodopera straniera per aumentare la propria produttività impedì loro di affermarsi immediatamente nel settore agricolo. I primi coloni giunsero a Corinto nel 1929 per lavorare nelle piantagioni di fagioli sotto la supervisione di una compagnia agricola locale. Dopo un inizio incoraggiante, il crollo dei prezzi dei fagioli di fine anni trenta costrinse molti di essi ad abbondare la comunità e a mettersi in proprio. Oggetto di vessazione e discriminazione durante gli anni della seconda guerra mondiale, solo dopo la fine del conflitto i giapponesi in Colombia riuscirono a emergere e a inserirsi nella società ospitante, ottenendo discreto successo in campo lavorativo e integrandosi alla popolazione locale grazie ai numerosi matrimoni misti con i nativi.

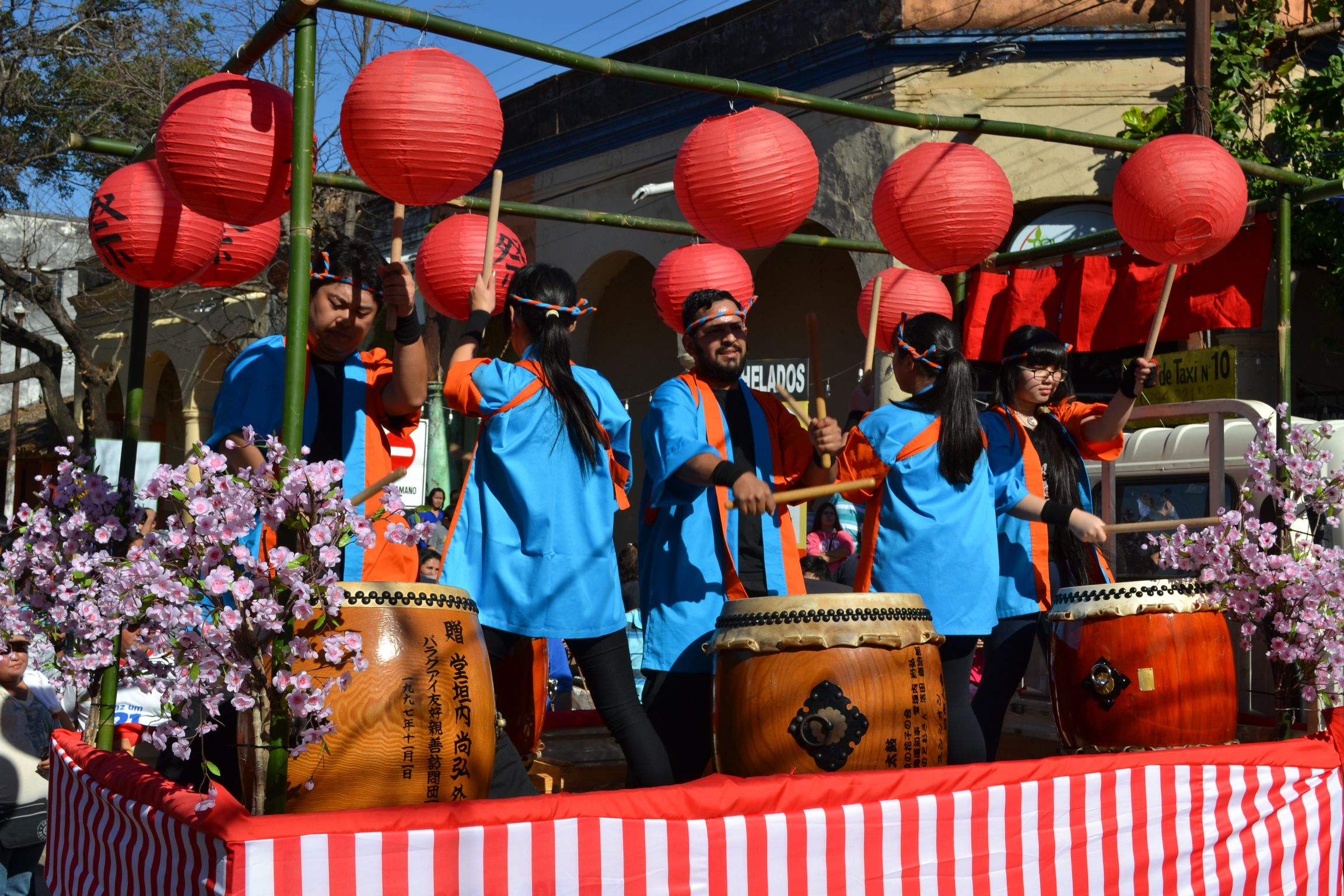
Festival tradizionale giapponese a Itauguá, Paraguay

Nonostante l'abbondanza di terre coltivabili e la mancanza di manodopera, il Paraguay faticò ad attrarre immigrati per quasi tutta la prima metà del XX secolo, a causa delle numerose guerre civili che attanagliavano il paese in quegli anni. I primi coloni giapponesi arrivarono soltanto nel 1936 creando una piccola comunità a La Colmena, cittadina poco distante dalla capitale Asunción. In seguito a un accordo trilaterale tra il governo giapponese, brasiliano e paraguayano, i giapponesi vennero accolti in Paraguay per lavorare come agricoltori o braccianti, sebbene essi furono utilizzati anche per la costruzione di strade, viadotti e piccole strutture industriali. L'abbandono di molti di questi progetti, e l'impossibilità di attuare un piano agricolo simile a quello adottato in Brasile per via di marcate differenze climatiche e topografiche, contribuì ad alimentare un crescente senso di alienazione tra i giapponesi in Paraguay. A questo si aggiunse la volontà di questi ultimi di mantenere ben saldi i legami culturali con il Giappone, attraverso l'edificazione di scuole e santuari e l'istituzione di festival religiosi, le cui celebrazioni vennero osservate almeno fino allo scoppio della seconda guerra mondiale. Durante la guerra, a seguito dell'interruzione delle relazioni tra le due nazioni, gli immigrati giapponesi furono trattati alla stregua di stranieri in un paese ostile, e la colonia di La Colmena fu riconvertita in territorio di asilo giapponese. Dopo la fine del conflitto Giappone e Paraguay riallacciarono i rapporti, con la conseguente ripresa dei flussi migratori tra i due paesi.
Sotto l'influenza degli Stati Uniti quasi tutte le piccole repubbliche centroamericane scelsero di limitare l'ingresso dei giapponesi nei propri confini, cosicché negli anni trenta si contavano sole poche dozzine di immigrati giapponesi in Centro America. Solo Panama rappresentava un'eccezione, in quanto meta obbligata di coloro che intendevano raggiungere il Perù. A Cuba la concorrenza nel settore agricolo delle grandi aziende statunitensi e degli immigrati cinesi e spagnoli offrì pochi spiragli di crescita alla comunità giapponese dell'isola, che seppe comunque ritagliarsi il proprio spazio nel tessuto economico nazionale. I primi coloni arrivarono a Cuba dal Messico durante gli anni della rivoluzione messicana (1910-1916), mentre una migrazione più massiccia si verificò alla fine degli anni trenta, quando 610 giapponesi giunsero sull'isola direttamente dal Giappone. Tra il 1956 e il 1961 fu presente anche una piccola comunità giapponese nella Repubblica Dominicana, come parte di un programma avviato dall'allora leader dominicano Rafael Trujillo. Le proteste contro le estreme condizioni di vita sommate alla promesse non mantenute dal governo locale convinse il governo giapponese a rivedere gli accordi presi interrompendo le migrazioni patrocinate dallo Stato.

## In Europa
Tra la fine dell'Ottocento e l'inizio del Novecento le migrazioni dal Giappone all'Europa rappresentavano un fenomeno trascurabile, soprattutto se confrontato con i livelli raggiunti in America e nel resto dell'Asia. In quel lasso di tempo il numero dei migranti nel Vecchio Continente si aggirava sulle poche decine di migliaia, e i maggiori interessati erano per lo più studenti inviati dal governo all'estero a proprie spese.
Nei primi anni del XX secolo in Regno Unito si contavano poco più di 500 emigrati giapponesi. Come il volume degli affari tra i due paesi crebbe, anche la comunità giapponese raggiunse numeri importanti, con 1.871 persone residenti in terra britannica nel 1935. Sebbene la maggior parte vivesse a Londra, anche le città portuali di Glasgow, Newcastle upon Tyne, Middlesbrough, Cardiff, Liverpool e Swansea arrivarono a ospitare un buon numero di studenti, pescatori e piccoli imprenditori provenienti dal Giappone. Durante la seconda guerra mondiale, alcuni di essi decisero di lasciare il paese per far ritorno in patria, ma in seguito agli avvenimenti di Hong Kong del 1941 i più furono arrestati e internati nei campi dell'isola di Man. La comunità giapponese in Regno Unito conobbe nuova vita negli anni settanta e ottanta grazie agli investimenti giapponesi nei settori manifatturiero e automobilistico locali. Nel 1994 il numero di emigrati giapponesi si attestava sui 54.415, di cui 38.000 residenti a Londra.
Nel 2004 quella inglese rappresentava la più nutrita comunità di espatriati giapponesi in Europa, seguita dai giapponesi in Francia (circa 35.000 persone) e dai giapponesi in Germania (30.000). Fin dal periodo Meiji la Francia era vista come la culla dello sviluppo e della cultura occidentale, sicché i primi giapponesi che vi si stabilirono furono spinti perlopiù da motivi di natura intellettuale piuttosto che da motivi economici. All'inizio del XX secolo, il giapponismo svolse un ruolo importante nella percezione francese degli immigrati giapponesi: essi erano visti come i rappresentanti di una cultura artistica ma vacua, esotica, auto-assorbita e apolitica. L'ascesa del militarismo giapponese in Asia, che portò alla seconda guerra mondiale, finì tuttavia per intaccare quest'immagine, alimentando il clima di sospetto dei francesi nei confronti dei giapponesi e degli asiatici in generale. Negli anni novanta e duemila la presenza giapponese in Francia era vista quasi con indifferenza, al contrario del flusso molto più controverso di migranti proveniente dal Nordafrica.

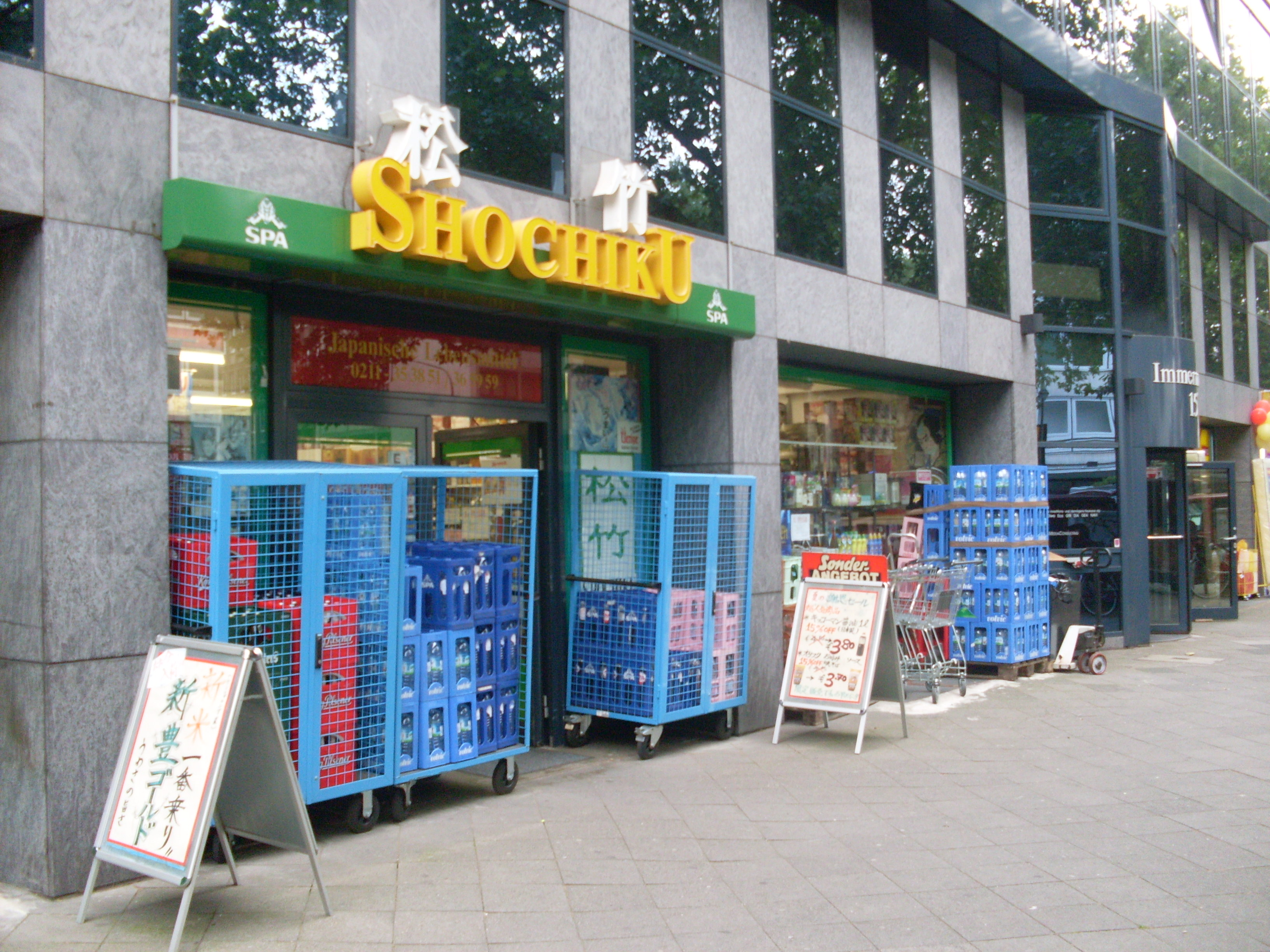
Un supermercato giapponese a Düsseldorf, in Germania

In Germania, la più grande concentrazione di emigrati giapponesi si trova nella città di Düsseldorf, ma durante gli anni trenta Berlino arrivò a ospitare il 20% della popolazione giapponese in Europa. Nel 1936 i giapponesi furono nominati "ariani onorari" dai nazisti, e al momento dell'attacco di Pearl Harbor circa 300 giapponesi vivevano a Berlino. Nello stesso periodo poco meno di 200 giapponesi tra donne e bambini lasciarono la Germania per fare ritorno in patria, partendo dal porto di Amburgo.

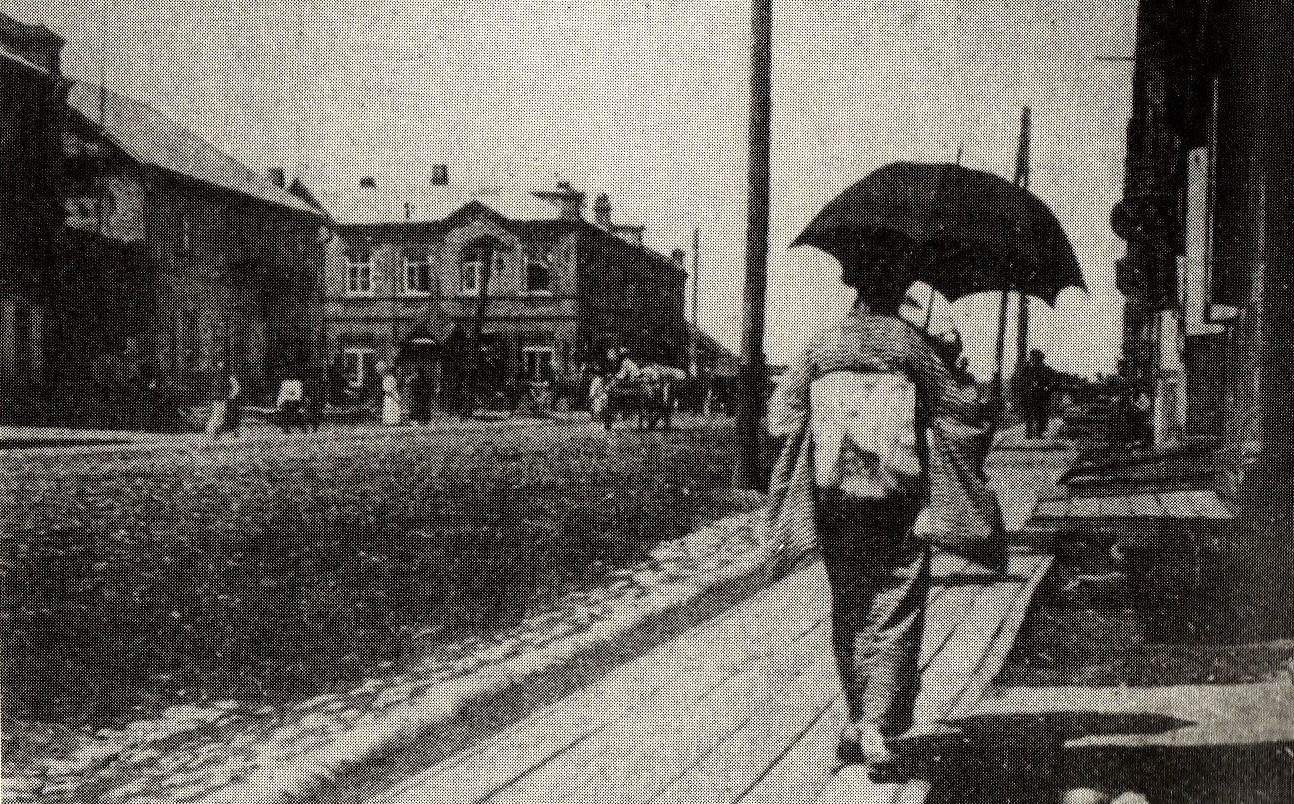
Una donna giapponese cammina tra le strade di Vladivostok, anni 1910

Uno sparuto numero di giapponesi risiede in Russia, la maggior parte stabilitavisi nel tempo in cui i due paesi condividevano i territori di Sachalin e delle isole Curili. Durante il periodo Edo la comunità giapponese era concentrata nella Russia orientale, ed era formata perlopiù da naufraghi a cui era fatto divieto tornare in Giappone. Con l'apertura del paese all'Occidente, Vladivostok divenne il fulcro della comunità giapponese in Russia, arrivando a ospitare 392 persone nel 1890.
Il fenomeno dell'emigrazione giapponese in Russia rimase tuttavia circoscritto rispetto alle più numerose comunità cinesi e coreane; un censimento governativo del territorio del Litorale riferito al 1897 stimava il numero di giapponesi a 2.291, contro i 42.823 cinesi e i 26.100 coreani. Dopo gli avvenimenti della seconda guerra mondiale e la normalizzazione dei rapporti tra i due paesi, un certo numero di giapponesi si trasferì in Russia per scopi commerciali, educativi o diplomatici. Secondo il Ministero degli esteri del Giappone, nel 2017 in Russia vivevano 2.696 persone di nazionalità giapponese.

## In Oceania

### Australia

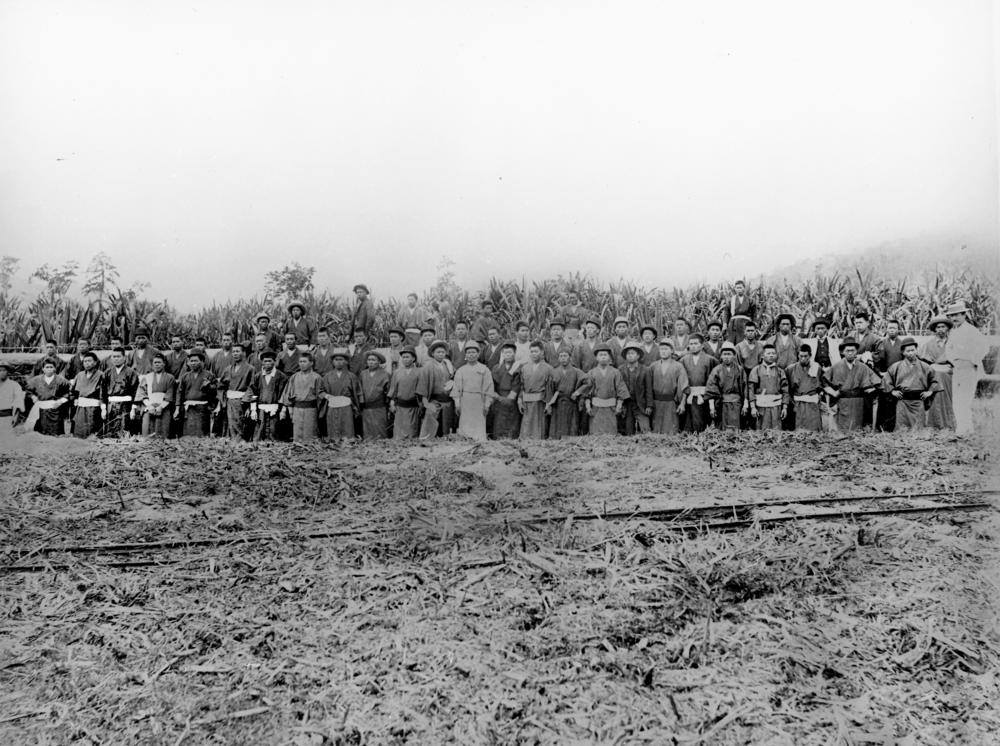
Lavoratori giapponesi nelle piantagioni di canna da zucchero del Queensland, in Australia, 1896 circa

La politica isolazionista del Giappone limitò l'emigrazione giapponese in Australia fino all'inizio del XIX secolo. I primi migranti giunti nel paese tra gli anni 1880 e 1890 trovarono lavoro principalmente come raccoglitori di perle nei mari dell'Australia settentrionale. Il resto lavorava nell'industria della canna da zucchero nel Queensland o era impiegato nel settore dei servizi. Nel 1891, appena 30 immigrati giapponesi si erano stabiliti a Victoria.
Nel 1901 il passaggio della legge sulla restrizione dell'immigrazione impedì a tutti gli immigrati non europei, compresi i giapponesi, di sbarcare in Australia. Permessi temporanei permisero tuttavia ad alcuni migranti giapponesi di raggiungere il paese in via eccezionale, e nel 1904 questi furono esentati dal test di dettato quando presentarono domanda per il soggiorno a lungo termine. I problemi riguardanti l'immigrazione di cittadini giapponesi in Australia peggiorarono tuttavia con l'inizio della seconda guerra mondiale: la popolazione giapponese fu quasi interamente internata e molti furono costretti a lasciare il paese una volta che il conflitto ebbe termine; nella sola Victoria, la popolazione composta da emigrati giapponesi scese da 273 a 96 persone tra il 1933 e il 1947.
A partire dal 1949 le restrizioni sull'immigrazioni furono attenuate, e durante i successivi cinque anni si registrò l'arrivo di oltre 500 spose di guerra giapponesi, mogli dei soldati australiani di stanza nel Giappone occupato. La fine della politica dell'Australia bianca nel 1973 comportò altresì l'apertura del paese all'arrivo di imprenditori, studenti e turisti dal Giappone.

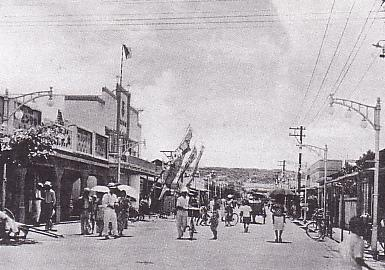
Tinian durante il periodo coloniale giapponese

### Micronesia
Nella prima metà del XX secolo si assistette a un'importante ondata migratoria verso le regioni della Micronesia. In seguito agli avvenimenti della prima guerra mondiale il Giappone aveva infatti acquisito i possedimenti tedeschi nelle Isole Marianne, Caroline, Marshall e Palau, secondo i termini del Mandato del Pacifico meridionale; nel 1941 gli immigrati giapponesi, okinawani, coreani e taiwanesi arrivarono a superare gli isolani in un rapporto di circa due a uno: 90.072 a fronte di 51.089 nativi. Nello stesso anno Saipan aveva una popolazione di più di 30.000 persone, di cui 25.000 di nazionalità giapponese. Altri scelsero di trasferirsi nelle Kiribati o nell'isola di Nauru, trovando lavoro come operai o nelle aziende locali.
Dopo il 1945, la maggior parte dei coloni giapponesi fu rimpatriata in Giappone, ma ai loro discendenti fu permesso di rimanere. Questi di solito si identificano come micronesiani piuttosto che come giapponesi, e costituiscono una considerevole minoranza in ciascuna delle popolazioni della regione.

## Migrazione di ritorno in Giappone
Durante gli anni ottanta, per adempiere alla mancanza di manodopera causata dalla repentina crescita economica della nazione, il governo giapponese propose di richiamare in patria i cittadini di origine giapponese emigrati in America Latina, offrendo loro un posto di lavoro e garantendo un facile reinserimento professionale in Giappone. Mentre il governo e le aziende private hanno sottolineato l'importanza dell'internazionalizzazione, le persone che hanno vissuto al di fuori del Giappone per un lungo periodo si trovano spesso di fronte a problemi di discriminazione al loro ritorno perché spesso non vengono più considerate pienamente giapponesi. Verso la fine degli anni ottanta, la questione, in particolare il bullismo dei bambini rimpatriati nelle scuole, era diventata un grosso problema pubblico sia in Giappone sia nelle comunità giapponesi all'estero.
A causa della grande recessione, numerose persone di cittadinanza brasiliana o di altri paesi latino-americani persero il loro posto di lavoro nelle industrie, nelle imprese multinazionali e nel settore dei servizi. In risposta a tale situazione, il governo giapponese offriva 300.000 yen agli emigrati dall'America Latina per tornare al loro paese di origine, con l'obiettivo dichiarato di alleviare la crescente disoccupazione del paese. Altri 200.000 yen venivano offerti a ogni membro della famiglia in più che lasciava il paese. Gli emigranti che accettavano questa offerta non erano tuttavia autorizzati a tornare in Giappone con gli stessi privilegi di quando erano arrivati. Debito Arudō, editorialista del Japan Times, denunciò tale politica come "razzista", in quanto solo gli stranieri di origine giapponese benificiavano di un contributo in denaro in cambio del rimpatrio nei loro paesi d'origine. Alcuni commentatori accusarono il governo di sfruttamento, poiché alla maggior parte dei nikkei erano stati offerti degli incentivi per tornare in Giappone negli anni novanta, salvo poi affidare loro i lavori più umili e chiedere loro di tornare a casa una volta emerso il problema della disoccupazione. Allo stesso tempo, il fenomeno della migrazione di ritorno in Giappone, insieme a quello del rimpatrio nei paesi d'origine, diede vita a una complessa situazione in cui la stessa giustapposizione di terra natia e paese ospitante diventa incerta, instabile e mutevole. Ciò ha portato a nuove forme di "migrazione circolare", nel modo in cui i nikkei di prima e seconda generazione viaggiano avanti e indietro tra il Giappone e i loro paesi d'origine. Secondo i dati del governo riferiti al 2017, sono 240.000 i nikkei che vivono e lavorano in Giappone.

## Dati demografici
| Nazione         | Popolazione | Comunità                                    |
| --------------- | ----------- | ------------------------------------------- |
| Brasile         | 2 000 000   | nippo-brasiliani (categoria)                |
| Stati Uniti     | 1 304 286   | nippo-americani (categoria)                 |
| Filippine       | 200 000     | nippo-filippini (categoria)                 |
| Cina            | 124 162*    | giapponesi in Cina (categoria)              |
| Canada          | 109 740     | nippo-canadesi (categoria)                  |
| Perù            | 100 000     | nippo-peruviani (categoria)                 |
| Thailandia      | 70 337*     | nippo-thailandesi (categoria)               |
| Argentina       | 65 000      | nippo-argentini (categoria)                 |
| Regno Unito     | 64 969*     | giapponesi nel Regno Unito (categoria)      |
| Corea del Sud   | 58 169      | giapponesi in Corea del Sud (categoria)     |
| Australia       | 50 761      | nippo-australiani (categoria)               |
| Francia         | 38 349*     | giapponesi in Francia (categoria)           |
| Germania        | 36 600*     | giapponesi in Germania (categoria)          |
| Singapore       | 36 423*     | giapponesi a Singapore (categoria)          |
| Malaysia        | 23 693*     | giapponesi in Malaysia (categoria)          |
| Hong Kong       | 22 896*     | giapponesi di Hong Kong (categoria)         |
| Taiwan          | 21 054*     | giapponesi a Taiwan (categoria)             |
| Messico         | 20 000      | nippo-messicani (categoria)                 |
| Indonesia       | 19 312*     | giapponesi in Indonesia (categoria)         |
| Nuova Zelanda   | 14 118      | nippo-neozelandesi (categoria)              |
| Bolivia         | 11 350      | nippo-boliviani (categoria)                 |
| Paraguay        | 10 000      | nippo-paraguayani (categoria)               |
| India           | 9 197*      | giapponesi in India (categoria)             |
| Nuova Caledonia | 8 000       | giapponesi in Nuova Caledonia (categoria)   |
| Italia          | 7 718*      | giapponesi in Italia (categoria)            |
| Isole Marshall  | 6 000       | giapponesi nelle Isole Marshall (categoria) |
| Belgio          | 5 707*      | giapponesi in Belgio (categoria)            |
| Paesi Bassi     | 5 461*      | giapponesi nei Paesi Bassi (categoria)      |
| 1. 2.           |             |                                             |

| Città         | Residenti giapponesi |
| ------------- | -------------------- |
| Los Angeles   | 68 744               |
| Bangkok       | 52 871               |
| New York      | 46 173               |
| Shanghai      | 43 455               |
| Singapore     | 36 423               |
| Londra        | 34 298               |
| Sydney        | 32 189               |
| Vancouver     | 26 910               |
| Hong Kong     | 25 004               |
| Melbourne     | 19 878               |
| San Francisco | 18 872               |
| Honolulu      | 16 306               |
| Parigi        | 15 684               |
| San Jose      | 14 761               |
| Toronto       | 13 725               |
| Seul          | 12 655               |
| Seattle       | 12 548               |
| Kuala Lumpur  | 12 439               |
| Chicago       | 11 928               |
| Brisbane      | 11 737               |
| San Paolo     | 11 712               |
| Gold Coast    | 11 225               |
| Taipei        | 10 031               |
| 1.            |                      |